# Нагорное (Полтавская область)
Наго́рное (укр. Нагірне) — село в Поточанском сельсовете Решетниловского района Полтавской области Украины.
Код КОАТУУ — 5324284206. Население по переписи 2001 года составляло 27 человек.

## Географическое положение
Село находится в 2 км от села Поточек.
По селу протекает пересыхающий ручей с запрудой.